# Omar Sívori
Enrique Omar Sívori zkráceně jen Omar Sívori (2. říjen 1935, San Nicolás de los Arroyos, Argentina – 17. únor 2005, San Nicolás de los Arroyos, Argentina) byl argentinsko-italský fotbalový útočník a později i trenér. V roce 1961 obdržel cenu Zlatý míč. S River Plate vyhrál tři tituly v lize (1955, 1956, 1957). S italským klubem Juventus vyhrál tři tituly (1957/58, 1959/60, 1960/61) a také tři domácí poháry (1958/59, 1959/60, 1964/65). Za Argentinský národní tým vyhrál Mistrovství Jižní Ameriky 1957.
V nejvyšší italské lize nastřílel 147 branek a se Spolu se Piolou drží rekord v počtu branek vstřelených v jednom zápase: 10. června 1961 vstřelil 6 branek.
V roce 2000 IFFHS jej zařadila na 36. místo v žebříčku nejlepších fotbalistů 20. století. Mezi Argentince se zařadil na 5. místo. Pelé ho roku 2004 zařadil mezi 125 nejlepších žijících fotbalistů.

## Fotbalová kariéra

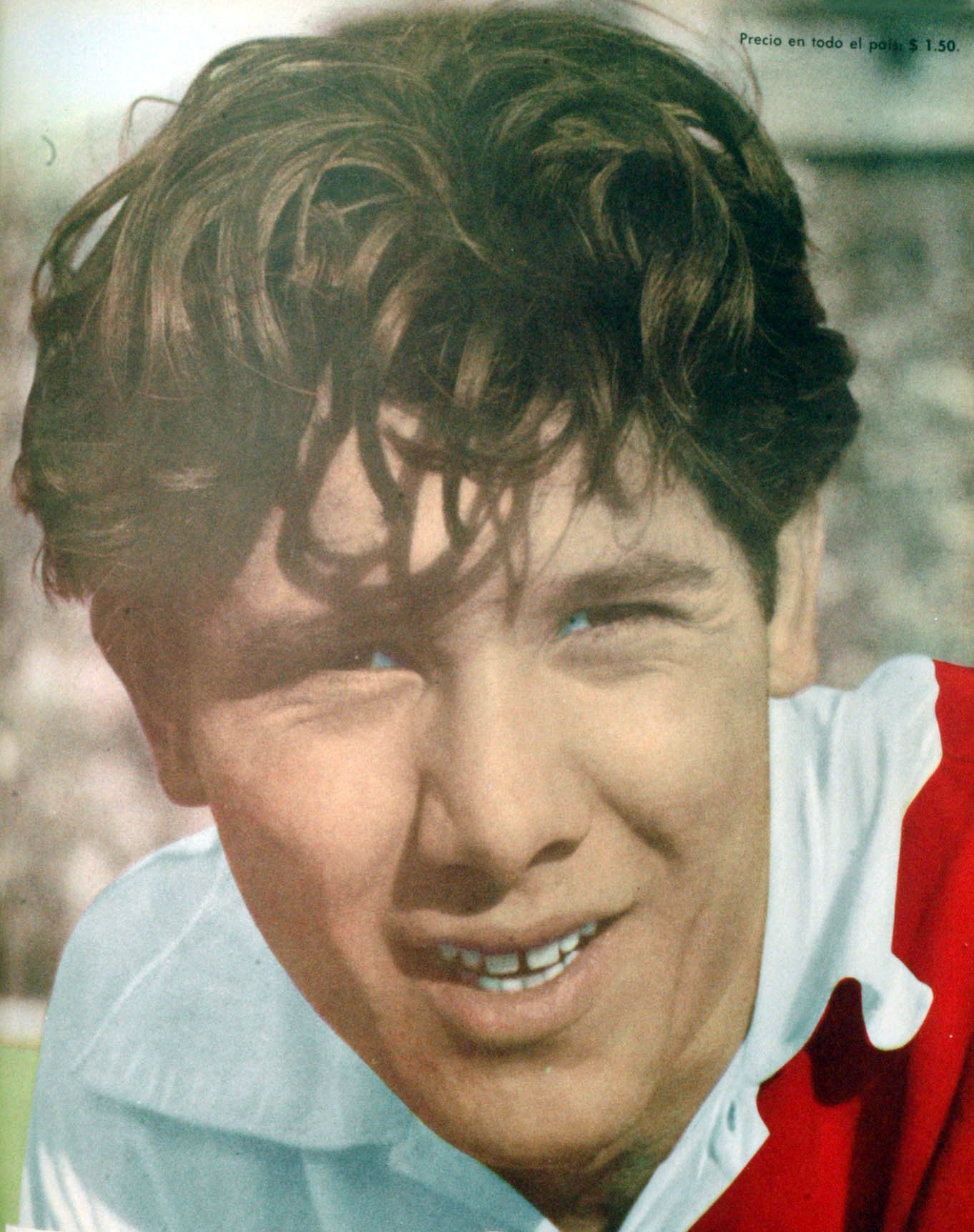
Sívori v River Plate, 1954

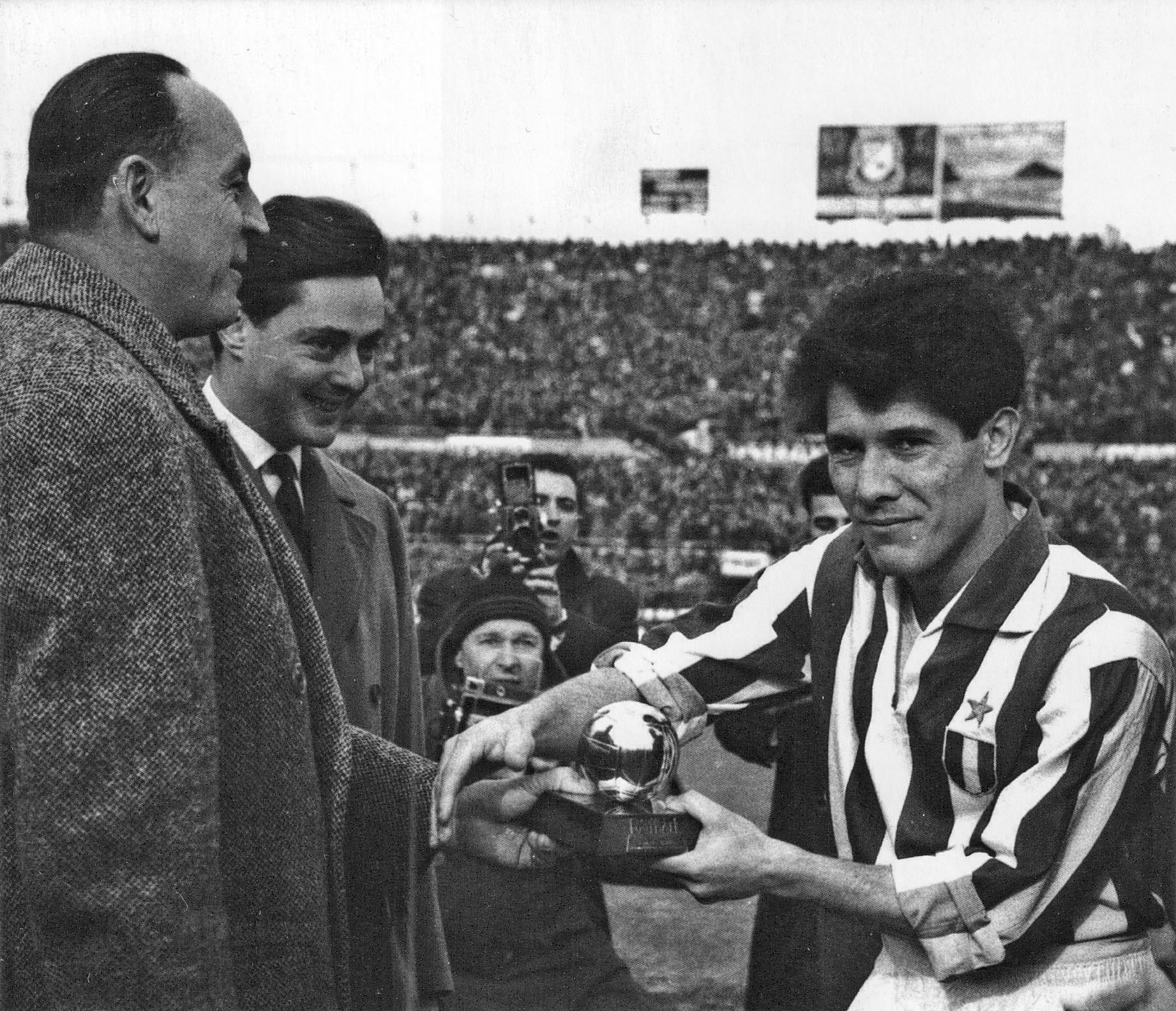
Sívori v Juventusu přebírá Zlatý míč za rok 1961

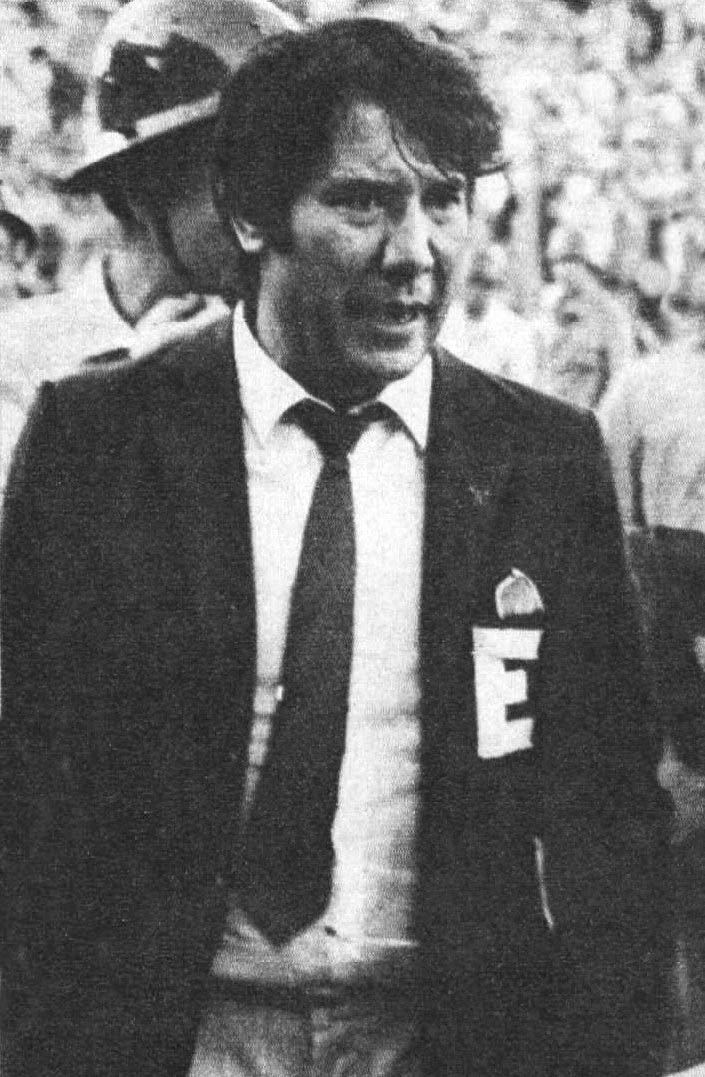
Sívori trenérem Rosario Central, 1969–70

Reprezentoval jak Itálii, tak Argentinu. S Argentinou vybojoval roku 1957 vítězství v Copa América, v dresu Itálie absolvoval mistrovství světa roku 1962. V argentinské reprezentaci odehrál 19 zápasů, v nichž vstřelil 9 branek, v italské 9 zápasů a dal 8 gólů. S klubem CA River Plate vyhrál třikrát argentinskou ligu (1955, 1956, 1957), s Juventusem Turín třikrát italskou ligu (1958, 1960, 1961) a dvakrát italský pohár (1959, 1960). V italské lize Sívori odehrál 278 utkání a dal 146 gólů, v argentinské 63 zápasů a vstřelil 29 gólů. Působení: River Plate (1954–1957), Juventus Turín (1957–1965), SSC Neapol (1965–1969).

## Trenérské působení
Hráčskou kariéru zakončil v roce 1969. Do rodné Argentiny se vrátil jako zámožný člověk, ale z lásky ke hře neopustil fotbalové prostředí a stal se trenérem. Trénoval River Plate, Rosario Central, Estudiantes de La Plata, Racing Club a Vélez Sársfield. V letech 1972–1974 vedl argentinský národní tým, se kterým se kvalifikoval na mistrovství světa roku 1974. Do reprezentační brány postavil Ubaldo Fillola, který se stále patří k uznávaným brankářům celé argentinské fotbalové historie. Potom pracoval na plný úvazek pro Juventus jako sportovní skaut s působností pro celou Jižní Ameriku. V roce 1983 přijal funkci hlavního trenéra týmu Toronto Italia v kanadské National Soccer League.

## Poslední léta
V březnu 2004 jej Pelé zařadil mezi 125 největších žijících fotbalistů, součásti ankety FIFA 100. V únoru následujícího roku zemřel v rodném městě na rakovinu slinivky.

## Hráčská statistika
| Sezóna  | Klub        | Liga             | Liga   | Liga | Ligové poháry | Ligové poháry | Ligové poháry | Kontinentální poháry | Kontinentální poháry | Kontinentální poháry | Celkem | Celkem |
| Sezóna  | Klub        | Soutěž           | Zápasy | Góly | Soutěž        | Zápasy        | Góly          | Soutěž               | Zápasy               | Góly                 | Zápasy | Góly   |
| ------- | ----------- | ---------------- | ------ | ---- | ------------- | ------------- | ------------- | -------------------- | -------------------- | -------------------- | ------ | ------ |
| 1954    | River Plate | Primera División | 16     | 8    | -             | 0             | 0             | -                    | 0                    | 0                    | 16     | 8      |
| 1955    | River Plate | Primera División | 23     | 11   | -             | 0             | 0             | -                    | 0                    | 0                    | 23     | 11     |
| 1956    | River Plate | Primera División | 23     | 10   | -             | 0             | 0             | -                    | 0                    | 0                    | 23     | 10     |
| 1957    | River Plate | Primera División | 1      | 0    | -             | 0             | 0             | -                    | 0                    | 0                    | 1      | 0      |
| 1957/58 | Juventus    | Serie A          | 32     | 22   | IP            | 8             | 9             | -                    | 0                    | 0                    | 40     | 31     |
| 1958/59 | Juventus    | Serie A          | 24     | 15   | IP            | 3             | 5             | PMEZ                 | 2                    | 1                    | 29     | 23     |
| 1959/60 | Juventus    | Serie A          | 31     | 28   | IP            | 4             | 3             | -                    | 0                    | 0                    | 35     | 31     |
| 1960/61 | Juventus    | Serie A          | 27     | 25   | IP            | 1             | 2             | PMEZ                 | 1                    | 1                    | 29     | 28     |
| 1961/62 | Juventus    | Serie A          | 25     | 13   | IP            | 0             | 0             | PMEZ                 | 5                    | 2                    | 30     | 15     |
| 1962/63 | Juventus    | Serie A          | 33     | 16   | IP            | 4             | 3             | -                    | 0                    | 0                    | 37     | 19     |
| 1963/64 | Juventus    | Serie A          | 28     | 13   | IP            | 2             | 1             | Vel.P                | 4                    | 0                    | 34     | 14     |
| 1964/65 | Juventus    | Serie A          | 15     | 3    | IP            | 1             | 1             | Vel.P                | 3                    | 2                    | 19     | 6      |
| 1965/66 | Neapol      | Serie A          | 33     | 7    | IP            | 1             | 0             | Stř.P                | 1                    | 0                    | 35     | 7      |
| 1966/67 | Neapol      | Serie A          | 20     | 2    | IP            | 0             | 0             | Vel.P                | 5                    | 3                    | 25     | 5      |
| 1967/68 | Neapol      | Serie A          | 7      | 2    | IP            | 0             | 0             | Vel.P                | 0                    | 0                    | 7      | 2      |
| 1968/69 | Neapol      | Serie A          | 3      | 1    | IP            | 0             | 0             | Vel.P                | 2                    | 0                    | 5      | 1      |
| Celkem  | Celkem      | Celkem           | 341    | 176  | -             | 24            | 24            | -                    | 27                   | 15                   | 392    | 215    |

## Hráčské úspěchy

### Klubové
- 3× vítěz argentinské ligy (1955, 1956, 1957)
- 3× vítěz italské ligy (1957/58, 1959/60, 1960/61)
- 3× vítěz italského poháru (1958/59, 1959/60, 1964/65)

### Reprezentační
- 2× na CA (1956 – bronz, 1957 – zlato)
- 1× na MS (1962)

### Individuální
- Zlatý míč (1961)
- nejlepší hráč CA (1957)
- nejlepší střelec italské ligy (1959/60)
- člen FIFA 100 (2004)